# Nomineringer til Nordisk råds litteraturpris fra Færøerne
Nomineringer til Nordisk råds litteraturpris fra Færøerne foretages hvert år eller næsten hvert år af Rithøvundafelag Føroya (Færøernes Forfatterforening), som har stået for nomineringerne fra Færøerne siden 1986. Indtil videre har to færinger fået tildelt prisen: William Heinesen fik prisen i 1965, han skrev på dansk og blev indstillet af Danmark. Den anden færing som har vundet prisen er Rói Patursson, som fik tildelt prisen i 1986 for digtsamlingen Líkasum (Ligesom). Det er kun sket tog gange, at en kvinde er blevet indstillet fra Færøerne til Nordisk Råds Litteraturpris, det skete i 2001 da Oddvør Johansen blev indstillet for romanen Í morgin er aftur ein dagur (I morgen er atter en dag) og i 2015, da Sólrún Michelsen blev indstillet for romanen Hinumegin er mars (På den anden side er mars).  Tóroddur Poulsen har været indstillet seks gange: 1996, 2002, 2005, 2009, 2011 og 2014. Jóanes Nielsen har været indstillet fem gange: 1988, 1994, 1999, 2004 og 2013. Carl Jóhan Jensen har været indstillet fem gange: 1991, 1998, 2007, 2008 og 2016, Gunnar Hoydal tre gange 1989, 1993 og 2010, Jens Pauli Heinesen to gange: 1987 og 1995 og Hanus Kamban to gange: 2003 og 2012.

## Nomineringer
| År   | Forfatter           | Bog                                      | Genre    |
| ---- | ------------------- | ---------------------------------------- | -------- |
| 1985 | Regin Dahl          | Eftirtorv                                | Digte    |
| 1986 | Rói Patursson       | Líkasum                                  | Digte    |
| 1987 | Jens Pauli Heinesen | Leikur tín er sum hin ljósi dagur        | Roman    |
| 1988 | Jóanes Nielsen      | Tjøraðu plankarnir stevna inn í dreymin  | Digte    |
| 1989 | Gunnar Hoydal       | Hús úr ljóði                             | Digte    |
| 1991 | Carl Jóhan Jensen   | Hvørkiskyn                               | Digte    |
| 1993 | Gunnar Hoydal       | Undir Suðurstjørnum                      | Roman    |
| 1994 | Jóanes Nielsen      | Kirkjurnar á havsins botni               | Digte    |
| 1995 | Jens Pauli Heinesen | Bláfelli                                 | Roman    |
| 1996 | Tóroddur Poulsen    | Reglur                                   | Prosa    |
| 1998 | Carl Jóhan Jensen   | Tímar og rek                             | Digte    |
| 1999 | Jóanes Nielsen      | Pentur                                   | Digte    |
| 2001 | Oddvør Johansen     | Í morgin er aftur ein dagur              | Roman    |
| 2002 | Tóroddur Poulsen    | Blóðroyndir                              | Digte    |
| 2003 | Hanus Kamban        | Pílagrímar                               | Noveller |
| 2004 | Jóanes Nielsen      | Brúgvar av svongum orðum                 | Digte    |
| 2005 | Tóroddur Poulsen    | Eygnamørk                                | Digte    |
| 2007 | Carl Jóhan Jensen   | Ó – søgur um djevulsskap                 | Roman    |
| 2008 | Carl Jóhan Jensen   | September í bjørkum sum kanska eru bláar | Digte    |
| 2009 | Tóroddur Poulsen    | Rot                                      | Digte    |
| 2010 | Gunnar Hoydal       | Í havsins hjarta                         | Roman    |
| 2011 | Tóroddur Poulsen    | Útsýni                                   | Digte    |
| 2012 | Hanus Kamban        | Gullgentan                               | Noveller |
| 2013 | Jóanes Nielsen      | Brahmadellarnir                          | Roman    |
| 2014 | Tóroddur Poulsen    | Fjalir                                   | Digte    |
| 2015 | Sólrún Michelsen    | Hinumegin er mars                        | Roman    |
| 2016 | Carl Jóhan Jensen   | Eg síggi teg betur - í myrkri            | Roman    |
| 2017 | Sissal Kampmann     | Sunnudagsland                            | Digte    |